# J. Bob Traxler

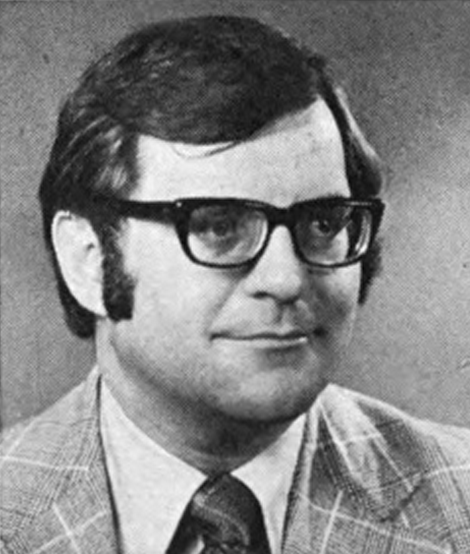
J. Bob Traxler, 1975

Jerome Bob Traxler (* 21. Juli 1931 in Kawkawlin, Bay County, Michigan; † 30. Oktober 2019) war ein US-amerikanischer Politiker. Zwischen 1974 und 1993 vertrat er den Bundesstaat Michigan im US-Repräsentantenhaus.

## Werdegang
Bob Traxler besuchte die öffentlichen Schulen in Bay City und studierte danach bis 1953 an der Michigan State University in East Lansing. Anschließend war er von 1953 bis 1955 Soldat in der US Army. Nach einem anschließenden Jurastudium in Detroit und seiner im Jahr 1960 erfolgten Zulassung als Rechtsanwalt begann er in Bay City in seinem neuen Beruf zu arbeiten. Zwischen 1960 und 1962 war er stellvertretender Staatsanwalt im Bay County.
Politisch schloss sich Traxler der Demokratischen Partei an. Zwischen 1962 und 1974 saß er als Abgeordneter im Repräsentantenhaus von Michigan. Dort leitete er in den Jahren 1965 und 1966 die Fraktion der Demokraten. Nach dem Rücktritt des Kongressabgeordneten James Harvey wurde er bei der fälligen Nachwahl für den achten Sitz von Michigan als dessen Nachfolger in das US-Repräsentantenhaus in Washington, D.C. gewählt, wo er am 23. April 1974 sein neues Mandat antrat. Nach neun  Wiederwahlen konnte er bis zum 3. Januar 1993 im Kongress verbleiben. In diese Zeit fiel der Höhepunkt der Watergate-Affäre mit dem Rücktritt von Präsident Richard Nixon.
Im Jahr 1992 verzichtete Bob Traxler auf eine weitere Kandidatur. Danach ist er politisch nicht mehr in Erscheinung getreten.